# Порт Танджунг Пелепас
Порт Танджунг Пелепас (англ. Port of Tanjung Pelepas) — контейнерний порт, розташований у Геланг Патах, Іскандар Путері, район Джохор-Бару, Джохор, Малайзія, і є частиною Глобальної мережі терміналів APM Terminals, яка має міноритарну частку у спільному підприємстві.
Порт розташований у східному гирлі річки Пулай на південному заході Геланг Патах, Джохор, Малайзія, в безпосередній близькості до Джохорської протоки, яка розділяє країни Малайзії та Сінгапуру, і Малаккської протоки. На перевалку припадає понад 90 відсотків трафіку порту, і він був побудований у спробі конкурувати з сінгапурськими портами.

## Історія
| Рік      | млн TEU |
| -------- | ------- |
| 2001 рік | 2,0     |
| 2002 рік | 2,6     |
| 2003 рік | 3,5     |
| 2004 рік | 4,0     |
| 2005 рік | 4,2     |
| 2006 рік | 4,7     |
| 2007 рік | 5,5     |
| 2008 рік | 5.58    |
| 2009 рік | 6       |
| 2010 рік | 6.5     |
| 2011 рік | 7.5     |
| 2012 рік | 7,7     |
| 2020 рік | 9,8     |
| 2021 рік | 11,2    |

У червні 2020 року в порту було виявлено 110 контейнерів з токсичним пилом електродугових печей загальною вагою близько 1864 тонн. Уряд Малайзії заявив, що працюватиме над репатріацією відходів.

## Зручності
Нинішній порт пропонує 14 причалів, всього 5 км лінійної довжини пристані та контейнерний майданчик площею 1,2 мільйона квадратних метрів, який містить близько 240 000 TEU у складських приміщеннях, 48 374 наземні слоти та 5 080 рефрижераторних точок.
Причали обслуговуються 66 причальними кранами Super Post-Panamax, 24 (крани EEE) з вильотом 24 ряди, 11 з яких мають виліт на 22 ряди та подвійний підйомник на 40 футів, 30 з вильотом на 22 ряди та подвійний виліт на 20 футів. Загальна пропускна спроможність порту на сьогодні становить понад 12,5 мільйонів TEU на рік зі 174 портальними кранами на гумових колесах і 498 тягачами, які працюють навколо контейнерного комплексу.